# الاشرفیه
الاشرفیه (به عربی: الأشرفیة) یک منطقهٔ مسکونی در سوریه است که در استان حماه واقع شده‌است و ۴۹۲ نفر جمعیت دارد.